# Provizorní hrazení

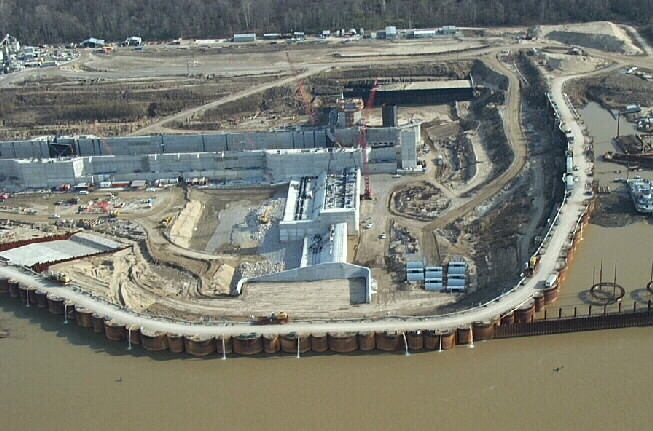

Provizorní hrazení je v hydrotechnice dočasná bariéra nebo hráz, která slouží k odvodnění určitých oblastí staveniště po dobu výstavby. Odčerpáváním se vytvoří suché pracovní prostředí, takže práce mohou být prováděny bezpečně. Hrazení se běžně používají při stavbě nebo opravách trvalých přehrad, ropných plošin, mostních pilířů atd. postavených ve vodě.
V mostním stavitelství je provizorní hrazení systém, který vytváří na dně suchý prostor přístupný shora. Může být například navržen jako velký otevřený válec, který je umístěn na dně řeky. Po odčerpání vody ve válci lze na dně řeky vytvořit základ mostu, což je metoda, kterou často používali Římané při stavbě mostů. 

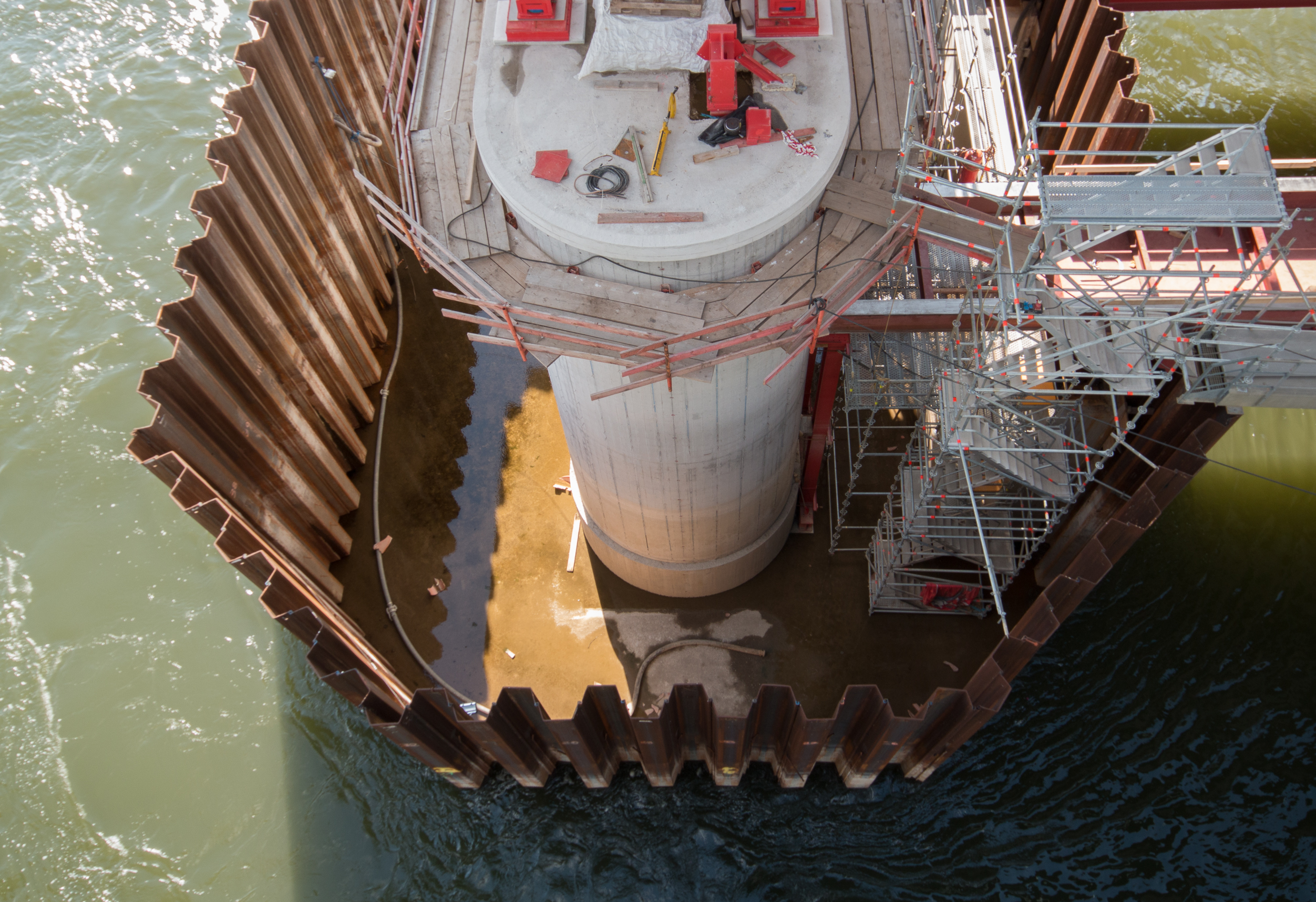
Hrazení při stavbě mostní podpěry

V oblasti výstavby přehrad je hrazení dočasná přehradní konstrukce, která slouží k zadržení vody během výstavby, např. u přehrady k odklonění řeky nebo k zabránění zaplavení výkopové jámy při povodních. Příklady možných návrhů: Sypaná hráz, skříňová hráz, komorová hráz a štětovnice. 
Hrazení jsou obvykle svařované ocelové konstrukce, jejichž součásti se skládají ze štětovnic, stěn a příčných výztuh. Tyto konstrukce se po dokončení stavebních prací obvykle demontují.